# Liste der Biografien/Bara
Liste der Biografien |
Portal Biografien |
Personensuche
# |
A |
B |
C |
D |
E |
F |
G |
H |
I |
J |
K |
L |
M |
N |
O |
P |
Q |
R |
S |
T |
U |
V |
W |
X |
Y |
Z |
?
 
Ba |
Be |
Bd |
Bg |
Bh |
Bi |
Bj |
Bl |
Bm |
Bn |
Bo |
Br |
Bs |
Bu |
Bw |
By |
Bz
 
Baa |
Bab |
Bac |
Bad |
Bae |
Baf |
Bag |
Bah |
Bai |
Baj |
Bak |
Bal |
Bam |
Ban |
Bao |
Bap |
Baq |
Bar |
Bas |
Bat |
Bau |
Bav |
Baw |
Bax–Baz
 
Bara |
Barb |
Barc |
Bard |
Bare |
Barf |
Barg |
Barh |
Bari |
Barj |
Bark |
Barl |
Barm |
Barn |
Baro |
Barp |
Barq |
Barr |
Bars |
Bart |
Baru |
Barv |
Barw |
Bary |
Barz
Die Liste der Biografien führt alle Personen auf, die in der deutschsprachigen Wikipedia einen Artikel haben. Dieses ist eine Teilliste mit 387 Einträgen von Personen, deren Namen mit den Buchstaben „Bara“ beginnt.

## Bara
- Bara, Antonis (* 1958), indischer Geistlicher, römisch-katholischer Bischof von Ambikapur
- Bara, Benjamin (* 1989), deutscher Schauspieler
- Bara, Céline (* 1978), französische Pornodarstellerin und -produzentin
- Bara, Charlotte (1901–1986), deutsch-schweizerische Ausdruckstänzerin
- Bara, Irina (* 1995), rumänische Tennisspielerin
- Bara, Joseph (1779–1793), französischer republikanischer Soldat
- Bara, József (1966–2013), rumänischer Maler
- Bara, Jules (1835–1900), belgischer Politiker
- Bara, Margit (1928–2016), ungarische Schauspielerin
- Bara, Micaela (* 1984), deutsche Film-, Theaterschauspielerin und Autorin
- Bara, Nina (1920–1990), US-amerikanische Schauspielerin
- Bara, Theda (1885–1955), US-amerikanische SchauspielerinTheda Bara (1885–1955)

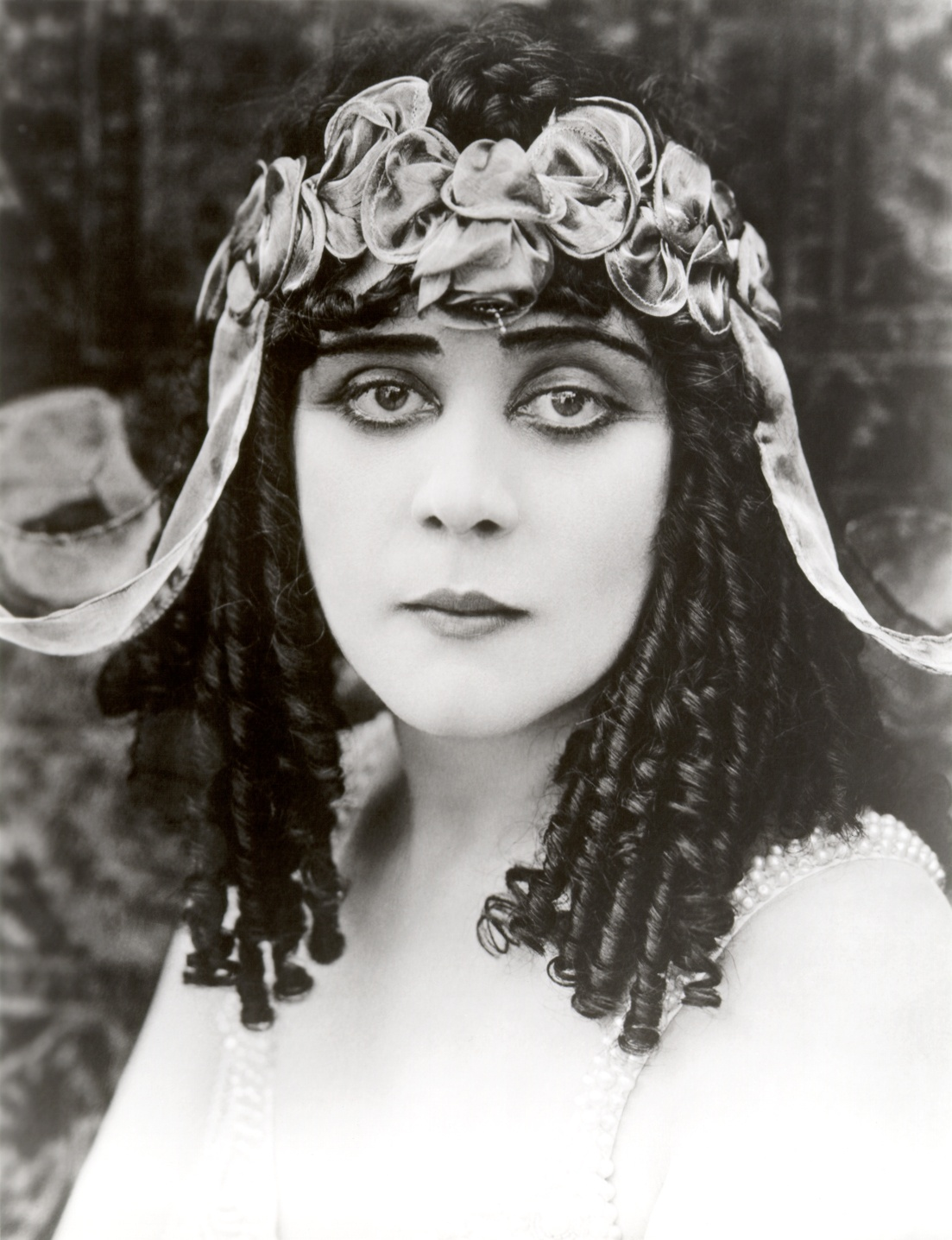
Theda Bara (1885–1955)

- Bara, Tina (* 1962), deutsche Fotografin und DDR-Oppositionelle

### Barab
- Barab, Seymour (1921–2014), US-amerikanischer Musiker, Komponist und Musikpädagoge
- Barabadse, Rewas (* 1988), georgischer Fußballspieler
- Barabanow, Alexander Dmitrijewitsch (* 1994), russischer Eishockeyspieler
- Barabanow, Jewhen (* 1993), ukrainischer Boxer
- Barabanow, Leonid Nikitowitsch (1927–2008), russischer Geologe, Hydrologe und Hydrogeologe
- Barabanow, Mykyta (* 2001), ukrainischer Sprinter
- Barabanowa, Marija Pawlowna (1911–1993), sowjetische bzw. russische Theater- und Filmschauspielerin sowie Synchronsprecherin
- Barabanowa, Nadeschda (* 1991), kasachische Kugelstoßerin
- Barabanschtschykawa, Wolha (* 1979), belarussische Tennisspielerin
- Barabás, Miklós (1810–1898), ungarischer Maler
- Barabás, Sándor László (* 1992), rumänischer Eishockeyspieler
- Barabás, Sári (1914–2012), ungarisch-deutsche Opern- und Operettensängerin (Sopran)
- Barabáš, Stanislav (1924–1994), slowakischer Filmregisseur und Drehbuchautor
- Barabas, Victoria (* 1979), US-amerikanische Schauspielerin, Filmproduzentin und Drehbuchautorin
- Barabasch, Iwan († 1648), Kosakenführer
- Barabasch, Juri Jakowlewitsch (1931–2024), ukrainischer Publizist und sowjetischer Kulturpolitiker
- Barabaschi, Pietro (* 1965), italienischer Wissenschaftsmanager und ElektroingenieurPietro Barabaschi (* 1965)

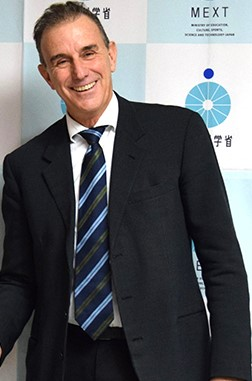
Pietro Barabaschi (* 1965)

- Barabaschow, Mykola (1894–1971), ukrainisch-sowjetischer Astronom, Astrophysiker und Universitätsrektor der Universität Charkiw
- Barabási, Albert-László (* 1967), rumänischer Physiker und Hochschullehrer
- Barabaß, Ingrid (* 1952), deutsche Terroristin
- Barabasz, Wiktor (1855–1928), polnischer Pianist, Dirigent und Musikpädagoge
- Barabbas, Person in der Bibel
- Barabino, Carlo (1768–1835), italienischer Architekt
- Barabino, Giacomo (1928–2016), italienischer Geistlicher, römisch-katholischer Bischof
- Barabino, Gilda (* 1956), US-amerikanische Bioingenieurin

### Barac
- Barac, Daniel de (* 1954), deutscher Maler und Bildhauer
- Barać, Mateo (* 1994), kroatischer Fußballspieler
- Barac, Peter (1964–2025), österreichischer Fußballspieler
- Barać, Samir (* 1973), kroatischer Wasserballspieler
- Baracat, Sylvie (* 1965), französische Fußballspielerin und -trainerin
- Baracca, Francesco (1888–1918), italienischer Jagdflieger im Ersten WeltkriegFrancesco Baracca (1888–1918)

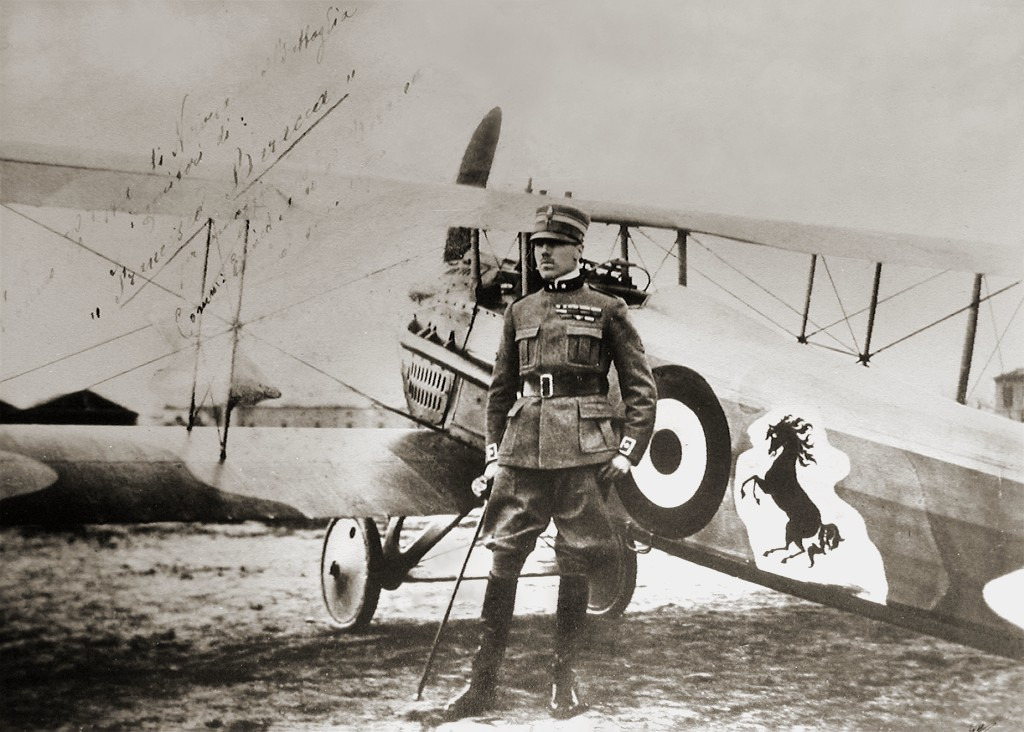
Francesco Baracca (1888–1918)

- Baraccaud, Pieternella de (1813–1892), niederländische Landarbeiterin und Gelegenheitsdichterin
- Baracchi, Attilio (1859–1915), italienischer Archivar
- Baracchi, Nico (1957–2015), Schweizer Skeleton- und Bobpilot
- Baracchi, Pietro (1851–1926), italienischer Astronom
- Baracchi, Raffaella (* 1964), italienische Schauspielerin und Model
- Baracchini, Flavio (1895–1928), italienischer Jagdflieger des Ersten Weltkriegs
- Baracchini, Silvio (* 1950), italienischer Wasserballspieler
- Baracetti, Mariano (* 1974), argentinischer Beachvolleyballspieler und Weltmeister
- Barach, Moritz (1818–1888), österreichischer humoristischer Schriftsteller
- Barach, Rosa (1840–1913), österreichische Schriftstellerin
- Barachet, Xavier (* 1988), französischer Handballspieler
- Barachini, Franz (* 1956), österreichischer Informatiker
- Baracho, André Luíz (* 1980), brasilianischer Fußballspieler
- Barachos, Bischof von Bakatha, Bauleiter der Nea-Kirche in Jerusalem
- Barack, Karl August (1827–1900), deutscher Germanist und Bibliothekar
- Barack, Max (1832–1901), deutscher Mundart-Schriftsteller und Offizier
- Baračkov, Nikola (* 1995), serbischer Eishockeyspieler

### Barad
- Barad, Karen (* 1956), US-amerikanische Physikerin und Philosophin
- Barada, Ahmed (* 1977), ägyptischer Squashspieler
- Barada, Akimi (* 1991), japanischer Fußballspieler
- Barada, Dario (* 1999), kroatischer Fußballspieler
- Baradar, Abdul Ghani (* 1968), afghanischer Führer der Taliban
- Baradari, Nezahat (* 1965), deutsche Politikerin (SPD), MdBNezahat Baradari (* 1965)

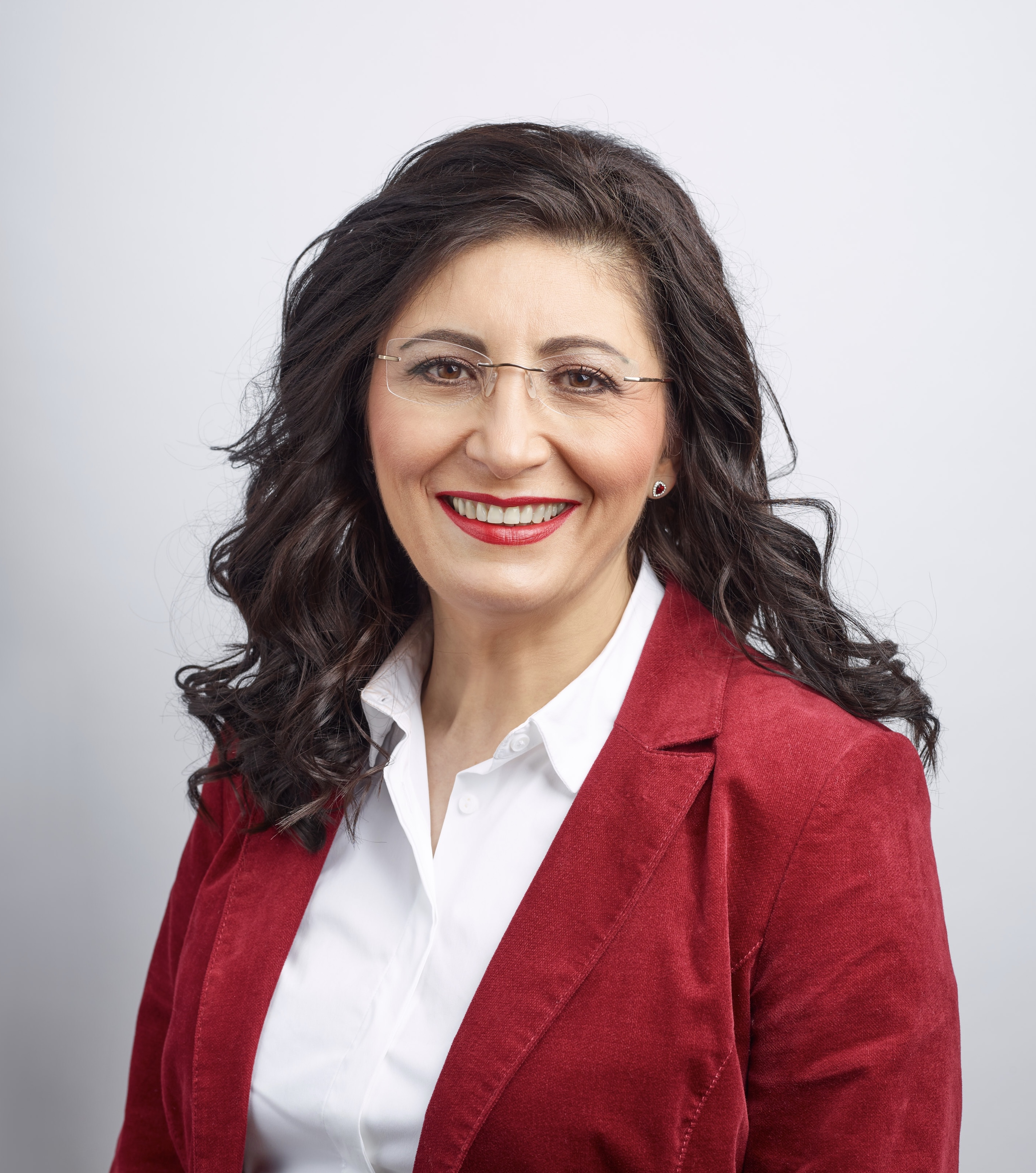
Nezahat Baradari (* 1965)

- Baradat, François de († 1683), französischer Adliger, Militär und königlicher Favorit
- Baradat, Pierre de († 1682), französischer Adliger und Militär
- Baradee, Gabriel (* 1981), österreichischer Modedesigner
- Baradel, Philippe (1938–2009), französischer Skilangläufer
- Baradel, Silvia (* 1991), italienische Volleyballspielerin
- Baradji, Issa (* 1995), französischer Fußballspieler

### Baraf
- Baraffe, Edmond (1942–2020), französischer Fußballspieler

### Barag
- Baraga, Frederic (1797–1868), katholischer Missionar bei den Indianern, Bischof
- Baraghini, Giulio, italienischer Schauspieler
- Baragiola, Aristide (1847–1928), italienischer Lehrer, Germanist, Romanist, Volkskundler, Dozent an der Universität Straßburg und Professor an der Universität Padua
- Baragli, Nino (1925–2013), italienischer Filmeditor
- Baraglia, Tullio (1934–2017), italienischer Ruderer
- Baragnon, Numa (1797–1871), französischer Politiker, Mitglied der Nationalversammlung
- Baraguey d’Hilliers, Achille (1795–1878), französischer Staatsmann und Marschall von Frankreich
- Baraguey d’Hilliers, Louis (1764–1813), französischer General

### Barah
- Barahona Castillo, José Oscar (1938–2016), salvadorianischer Ordensgeistlicher, römisch-katholischer Bischof von San Vicente
- Barahona Fernandes, Henrique João de (1907–1992), portugiesischer Psychiater
- Barahona, José, spanischer UN-Funktionär
- Barahona, Noelle (* 1990), chilenische Skirennläuferin

### Barai
- Barail, François Charles du (1820–1902), französischer Pazifist
- Barainsky, Claudia (* 1965), deutsche Opernsängerin (Sopran)

### Baraj
- Baraj, Bernardo (* 1944), argentinischer Jazzsaxophonist
- Baraja Vegas, Javier (* 1980), spanischer Fußballspieler und -trainer
- Baraja, Rubén (* 1975), spanischer Fußballspieler
- Barajas, Ángel (* 2006), kolumbianischer Turner
- Barajas, Fidel (* 2006), mexikanisch-amerikanischer Fußballspieler
- Barajew, Mowsar Bucharowitsch (1979–2002), tschetschenischer Terrorist

### Barak
- Barak, Richter Israels
- Barak, Aharon (* 1936), israelischer Jurist, Richter und Professor
- Barák, Antonín (* 1994), tschechischer Fußballspieler
- Barak, Ehud (* 1942), israelischer General, Politiker und MinisterpräsidentEhud Barak (* 1942)

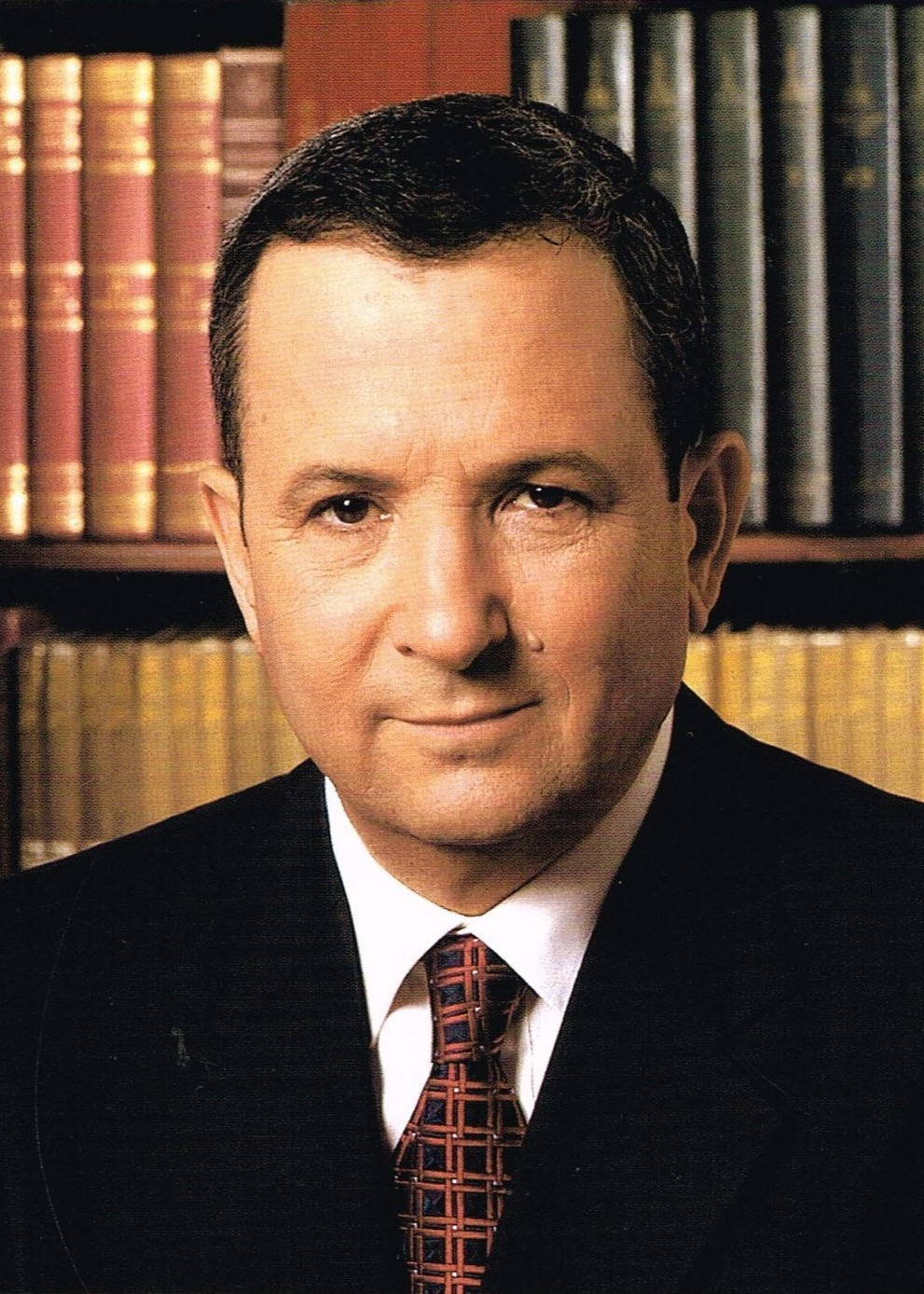
Ehud Barak (* 1942)

- Barák, Josef (1833–1883), tschechischer Politiker, Journalist und Dichter
- Barák, Rudolf (1915–1995), tschechoslowakischer kommunistischer Politiker
- Barak, William (1824–1903), Führer der Aborigines
- Barak, Yusuf (* 1984), afghanischer Fußballspieler
- Baraka Sakin, Abdelaziz (* 1963), sudanesischer Autor
- Baraka, Abdeslam (* 1955), marokkanischer Diplomat
- Baraka, Ajamu (* 1953), US-amerikanischer Aktivist und Politiker
- Baraka, Amiri (1934–2014), US-amerikanischer Lyriker, Dramatiker, Musikkritiker und Prosaautor
- Baraka, Havon, US-amerikanischer Schauspieler und Synchronsprecher
- Baraka, Nizar (* 1964), marokkanischer Politiker
- Baraka, Ras J. (* 1970), US-amerikanischer PolitikerRas J. Baraka (* 1970)

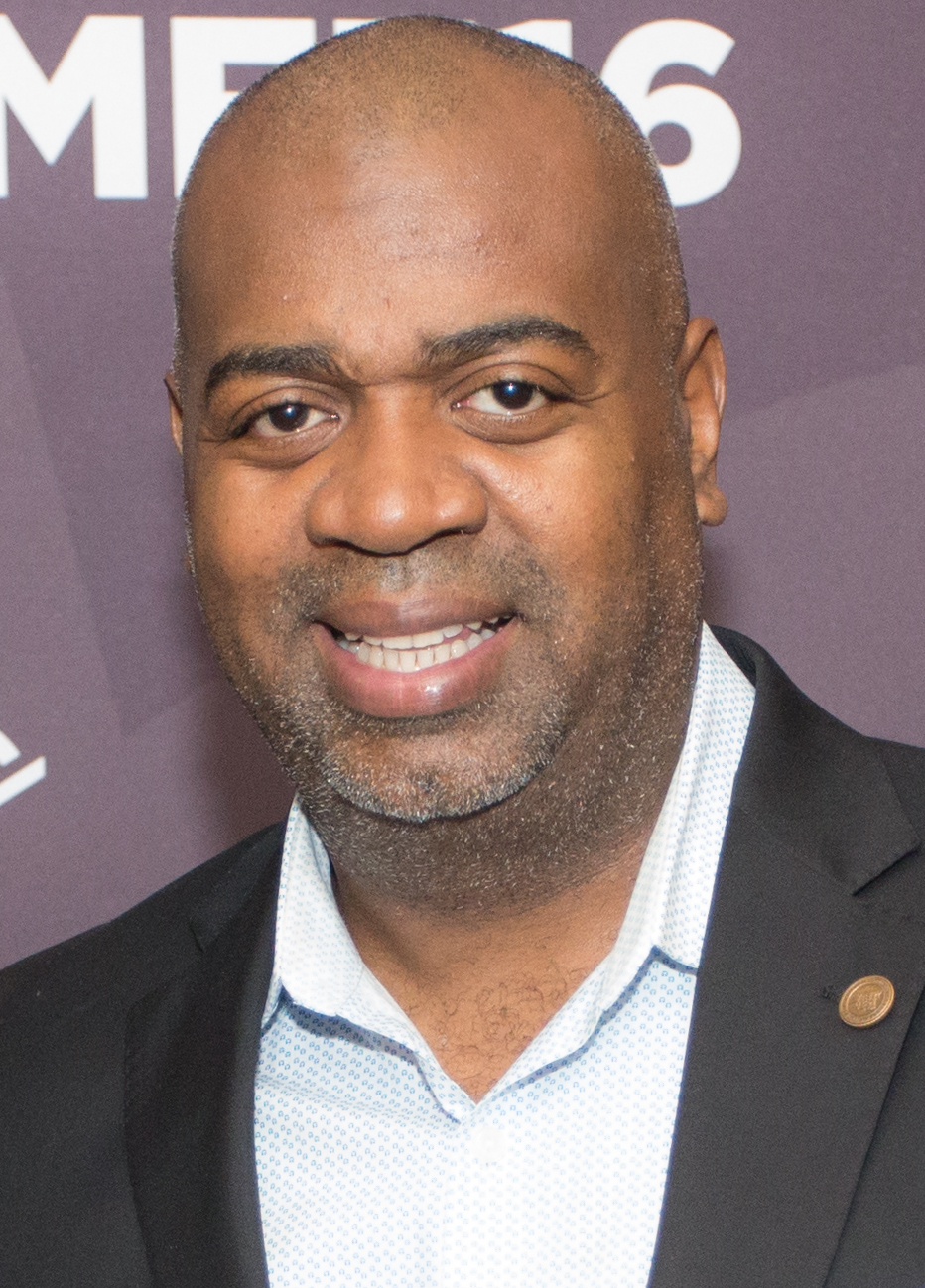
Ras J. Baraka (* 1970)

- Barakat, Adnan (* 1982), niederländisch-marokkanischer Fußballspieler
- Barakat, Hanna (* 1999), US-amerikanisch-palästinensische Sprinterin
- Barakat, Hoda (* 1952), libanesische Schriftstellerin
- Barakat, Ihsan (* 1964), jordanische Juristin
- Barakat, Isaak (* 1966), orthodoxer Metropolit von Deutschland und Mitteleuropa
- Barakat, Philippe (1952–2020), syrischer Geistlicher, syrisch-katholischer Erzbischof von Homs
- Barakat, Rawan (* 2001), ägyptische Hammerwerferin
- Barakat, Salim (* 1951), syrischer Schriftsteller
- Barakat, Scheich, jesidischer Ordensführer; zweiter Anführer des Adawiyya-Ordens
- Barakat, Subhi (1889–1939), syrischer Politiker, Präsident der Syrischen Föderation
- Barakauskas, Dailis Alfonsas (* 1952), litauischer Politiker und Ingenieur
- Barakeh, Mohammad (* 1955), israelischer Politiker (Chadasch)
- Baraki, Matin (* 1947), deutsch-afghanischer Politikwissenschaftler und Dolmetscher
- Baraković, Mladen (1950–2021), kroatischer (zuvor jugoslawischer) Jazzmusiker (Kontrabass)
- Barakovich, Edith (1896–1940), österreichische Fotografin
- Barakowski, Michael (1954–2018), deutscher Rockmusiker, Sänger, Komponist und Produzent
- Barakzai, Schukria (* 1972), afghanische Frauenrechtlerin und Politikerin
- Barakzai, Yar Mohamed (* 1923), afghanischer Fußballspieler

### Baral
- Baral, Anne Marie (1728–1805), preußische Seidenkultivateurin und Hasplerin
- Baral, Michael (* 1981), deutscher Schauspieler und Synchronsprecher
- Barale, Francesca (* 2004), italienische Radrennfahrerin
- Barale, Giuseppe (1934–2007), italienischer Radsportler
- Baralis, Hugo (1914–2002), argentinischer Tangomusiker, Geiger, Arrangeur und Bandleader
- Baralla, Fiammetta (1943–2013), italienische Schauspielerin

### Baram
- Baram, Amir (* 1969), stellvertretender Generalstabschef der Israelischen Streitkräfte (IDF)
- Baram, Marisa (* 1993), US-amerikanische Schauspielerin
- Bar’am, Mosche (1911–1986), israelischer Minister
- Baram, Nir (* 1976), israelischer Autor und Journalist
- Bar’am, Uzi (* 1937), israelischer Politiker, Sohn von Mosche Bar’am
- Baramee Limwatthana (* 1996), thailändischer Fußballspieler
- Baramidse, Giorgi (* 1968), georgischer Politiker
- Baramidze, David (* 1988), deutscher Schachgroßmeister und Jugend-Vizeweltmeister

### Baran
- Baran Potur, Aksel (* 2002), türkisch-norwegischer Fußballspieler
- Barán, Adolfo (* 1961), uruguayischer Fußballspieler
- Barán, Agustín (* 1995), uruguayischer Fußballspieler
- Baran, Ali (* 1955), kurdisch-türkischer Sänger
- Baran, Alparslan (* 2005), österreichischer Fußballspieler
- Baran, André (* 1991), brasilianischer Tennisspieler
- Baran, Dursun Ali (1936–2020), türkischer Fußballspieler
- Baran, İbrahim (* 1940), türkischer Herpetologe
- Baran, Jakob (* 1992), österreichischer American-Football-Spieler
- Baran, Józef (* 1947), polnischer Lyriker
- Baran, Kristina (* 1967), deutsche Opernsängerin (Sopran)
- Baran, Marcin (* 1963), polnischer Dichter und Redakteur
- Barán, Nicolás (* 1990), uruguayischer Fußballspieler
- Baran, Paul (1926–2011), US-amerikanischer Informatiker
- Baran, Paul A. (1910–1964), US-amerikanischer, marxistisch orientierter Ökonom
- Baran, Pavel (* 1957), tschechischer Dozent an der Philosophischen Fakultät der Universität Ostrava
- Baran, Phil (* 1977), US-amerikanischer Chemiker
- Baran, Primo (* 1943), italienischer Ruderer
- Baran, Ria (1922–1986), deutsche Eiskunstläuferin
- Baran, Riza (1942–2020), deutscher Politiker türkischer Herkunft (Bündnis 90/Die Grünen), MdA
- Baran, Roma (* 1947), kanadische Musikproduzentin und Musikerin
- Barán, Santiago (* 1991), uruguayischer Fußballspieler
- Baran, Volkan (* 1978), deutscher Politiker (SPD), MdL
- Baran, Wassili Iwanowitsch (1954–2015), russischer Handballspieler
- Baran, Witold (1939–2020), polnischer Mittel- und Langstreckenläufer
- Baranamtarra, Ehefrau des Lugalanda von Lagaš
- Barañano, Paula (* 1999), argentinische Tennisspielerin
- Barañano, Roberto, uruguayischer Bowlingspieler
- Barañao, Lino (* 1953), argentinischer Chemiker und Politiker
- Baranau, Aljaksej (* 1980), russisch-belarussischer Eishockeyspieler
- Baranau, Maksim (* 1988), belarussischer Handballspieler
- Baranauskas, Aivaras (* 1980), litauischer Radrennfahrer
- Baranauskas, Andrius (* 1947), litauischer Politiker, Mitglied des Seimas
- Baranauskas, Antanas (1835–1902), litauischer Dichter, Mathematiker und Bischof
- Baranauskas, Egidijus (* 1967), litauischer Jurist und Richter
- Baranauskas, Juozas Gediminas (1935–2021), litauischer Politiker
- Baranauskas, Stasys (* 1962), litauischer Fußballspieler und Trainer
- Baranauskienė, Aldona (* 1948), litauische Politikerin polnischer Herkunft
- Baranco, Wilbert (1909–1983), US-amerikanischer Jazzpianist und Sänger
- Barańczak, Stanisław (1946–2014), polnischer Dichter, Übersetzer und Hochschullehrer
- Barandiaran, Jose Migel (1889–1991), baskischer Anthropologe, Ethnograph und Priester
- Barandon, Carl (1844–1914), deutscher Marineoffizier, zuletzt Vizeadmiral
- Barandon, Paul (1742–1812), Geheimer Oberfinanzrat
- Barandon, Paul (1881–1971), deutscher Jurist und Diplomat
- Barandovská-Frank, Věra (* 1952), deutsch-tschechische Interlinguistin, Sprachpädagogin und Esperantistin
- Barandun, Davyd (* 2000), Schweizer Eishockeyspieler
- Barandun, Gian Luca (1994–2018), Schweizer Skirennläufer
- Barandun, Max (1942–2010), Schweizer Leichtathlet
- Barandun, Nicole (* 1968), Schweizer Politikerin (CVP/Die Mitte)Nicole Barandun (* 1968)

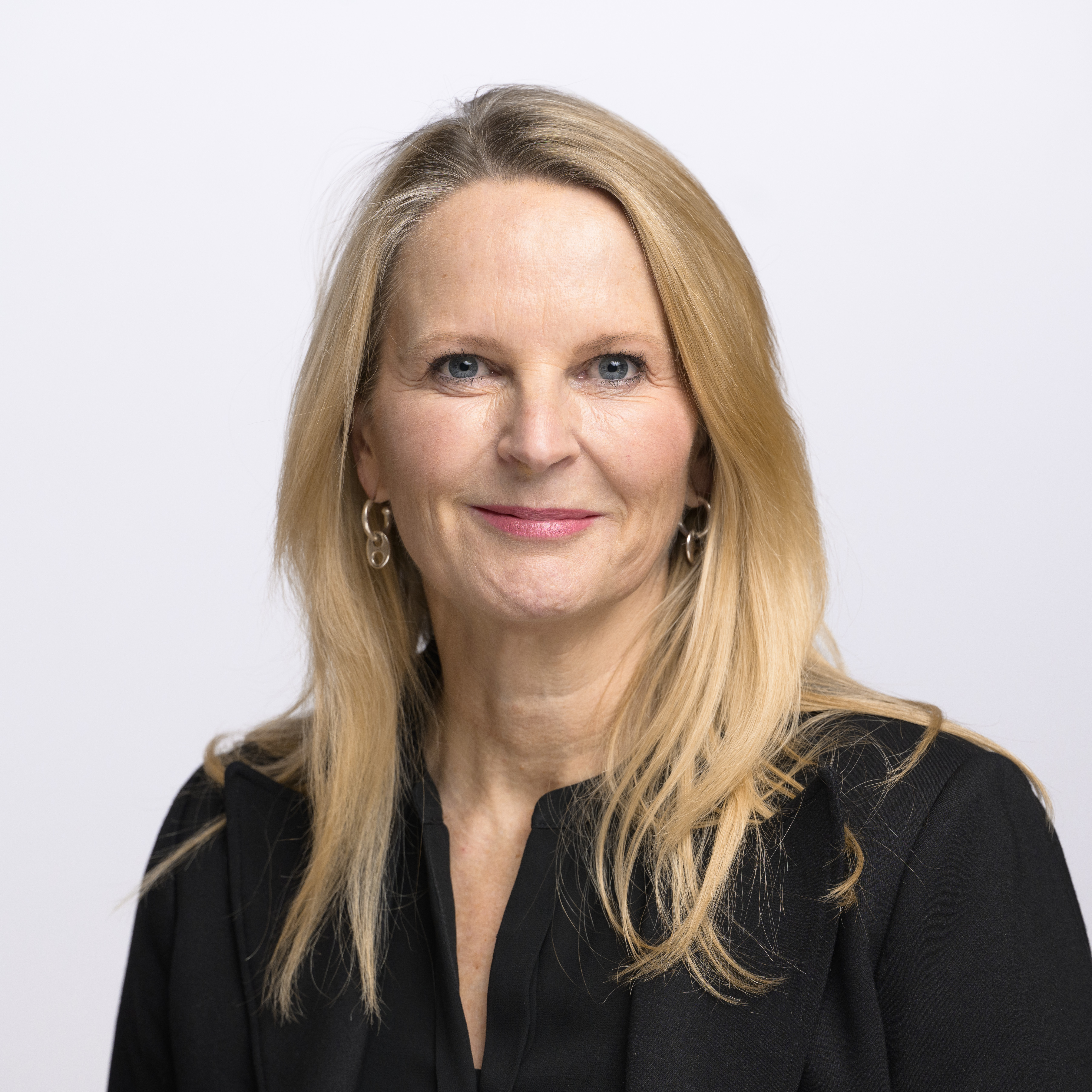
Nicole Barandun (* 1968)

- Barandun, Silvio (1920–2014), Schweizer Mediziner
- Baranek, Günter (1917–2001), deutscher Offizier, Generalmajor des Heeres der Bundeswehr
- Baranek, Miroslav (* 1973), tschechischer Fußballspieler
- Baranek, Wincenty (1899–1943), polnischer Landwirt
- Baranenko, Klaus (1941–2011), deutscher Fotograf
- Baranga, Ronit (* 1973), israelische Bildhauerin und Keramikerin
- Barangaroo, Frau des Aborigine Bennelong
- Baranger, Michel (1927–2014), französisch-amerikanischer theoretischer Physiker
- Baranger, Willy (1922–1994), französisch-argentinischer Psychoanalytiker
- Barani, Rojan Juan (* 1999), deutscher Schauspieler
- Baraniak, Antoni (1904–1977), polnischer Geistlicher, Erzbischof von Posen
- Baraniuk, Richard G. (* 1965), kanadisch-amerikanischer Elektroingenieur und Informatiker
- Baranius, Henriette (1768–1853), deutsche Schauspielerin und Opernsängerin (Sopran)
- Baraniwska, Wiktorija (* 2002), ukrainische Weitspringerin
- Baranka, Ivan (* 1985), slowakischer Eishockeyspieler
- Barankitse, Marguerite, burundische Entwicklungshelferin
- Barannikow, Alexei Alexejewitsch (* 1975), russischer Nordischer Kombinierer
- Barannikow, Wilikton Innokentjewitsch (1938–2007), sowjetischer Boxer
- Barannikowa, Anastassija Anatoljewna (* 1987), russische Skispringerin
- Baranoff, Alexander von (1837–1905), schwedisch-russischer Adeliger und kaiserlich-russischer Generalleutnant
- Baranoff, Juliane Sophie von (1789–1864), russische Hofdame und Prinzenerzieherin
- Baranoff, Klaus von (1753–1814), estländischer Landrat und Jurist
- Baranoff, Konstantin von (1859–1936), russischer Generalmajor
- Baranoff, Moritz von (1790–1845), russischer Generalleutnant
- Baranoff, Nikolai Karl von (1825–1903), russischer Generalleutnant
- Baranoff, Nikolai von (1808–1863), Maler
- Baranoff, Paul von (1814–1864), russischer Generalmajor und Gouverneur
- Baranoff, Peter von (1843–1924), russischer General der Kavallerie
- Baranok, Jekaterina Wiktorowna (* 1992), russische Shorttrackerin
- Baranoski, Matthew (* 1993), US-amerikanischer Bahnradsportler
- Baranov, Artjom (* 1986), estnisch-deutscher Regisseur, Drehbuchautor und Produzent
- Baranova, Anastasia (* 1989), russisch-amerikanische Schauspielerin
- Baranová, Katarína (* 1992), slowakische Tennisspielerin
- Baranova, Marina (* 1981), ukrainische PianistinMarina Baranova (* 1981)

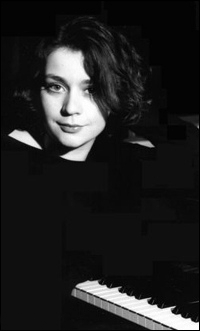
Marina Baranova (* 1981)

- Baranova, Veera (* 1984), estnische Dreispringerin
- Baranovas, Ruslanas (* 1991), litauischer Politiker
- Baranović, Krešimir (1894–1975), kroatischer Komponist und Dirigent
- Baranow, Alexander Andrejewitsch (1747–1819), Leiter der russisch-amerikanischen Kompagnie
- Baranow, Andrei Wladimirowitsch (* 1986), russischer Geiger und Konzertmeister
- Baranow, Kirill Andrejewitsch (* 1989), russischer Bahn- und Straßenradrennfahrer
- Baranow, Leonid Michailowitsch (1943–2022), sowjetisch-russischer Bildhauer und Hochschullehrer
- Baranow, Pjotr Ionowitsch (1892–1933), sowjetischer Offizier und Politiker, zuletzt Oberbefehlshaber der Luftstreitkräfte der Sowjetunion (1924–1931)
- Baranow, Wiktor Dmitrijewitsch (1928–2005), sowjetischer Skilangläufer
- Baranow-Rossiné, Wladimir Dawidowitsch (1888–1944), russischer Maler und avantgardistischer Künstler
- Baranowa, Wiktorija Alexejewna (* 1990), russische Bahnradsportlerin
- Baranowa-Massalkina, Natalja Iwanowna (* 1975), russische Skilangläuferin
- Baranowicz, Jan (1906–1983), polnischer Lyriker und Prosaiker
- Baranowska, Agnieszka (* 1948), polnische Literaturkritikerin und Publizistin
- Baranowska, Alissa (* 2005), ukrainische Tennisspielerin
- Baranowska, Katarzyna (* 1987), polnische Lagenschwimmerin
- Baranowska, Kinga (* 1975), polnische Extrembergsteigerin
- Baranowska, Małgorzata (1945–2012), polnische Literaturhistorikerin, Literaturkritikerin und Lyrikerin
- Baranowska, Marta (1903–2009), polnische Widerstandskämpferin gegen den Nationalsozialismus und Häftling im KZ Ravensbrück
- Baranowska, Paulina (* 1988), polnische Fußballschiedsrichterassistentin
- Baranowskaja, Wera Wsewolodowna (1885–1935), russische Schauspielerin
- Baranowski, Bogdan (1927–2014), polnischer Chemiker
- Baranowski, Dariusz (* 1972), polnischer RadrennfahrerDariusz Baranowski (* 1972)

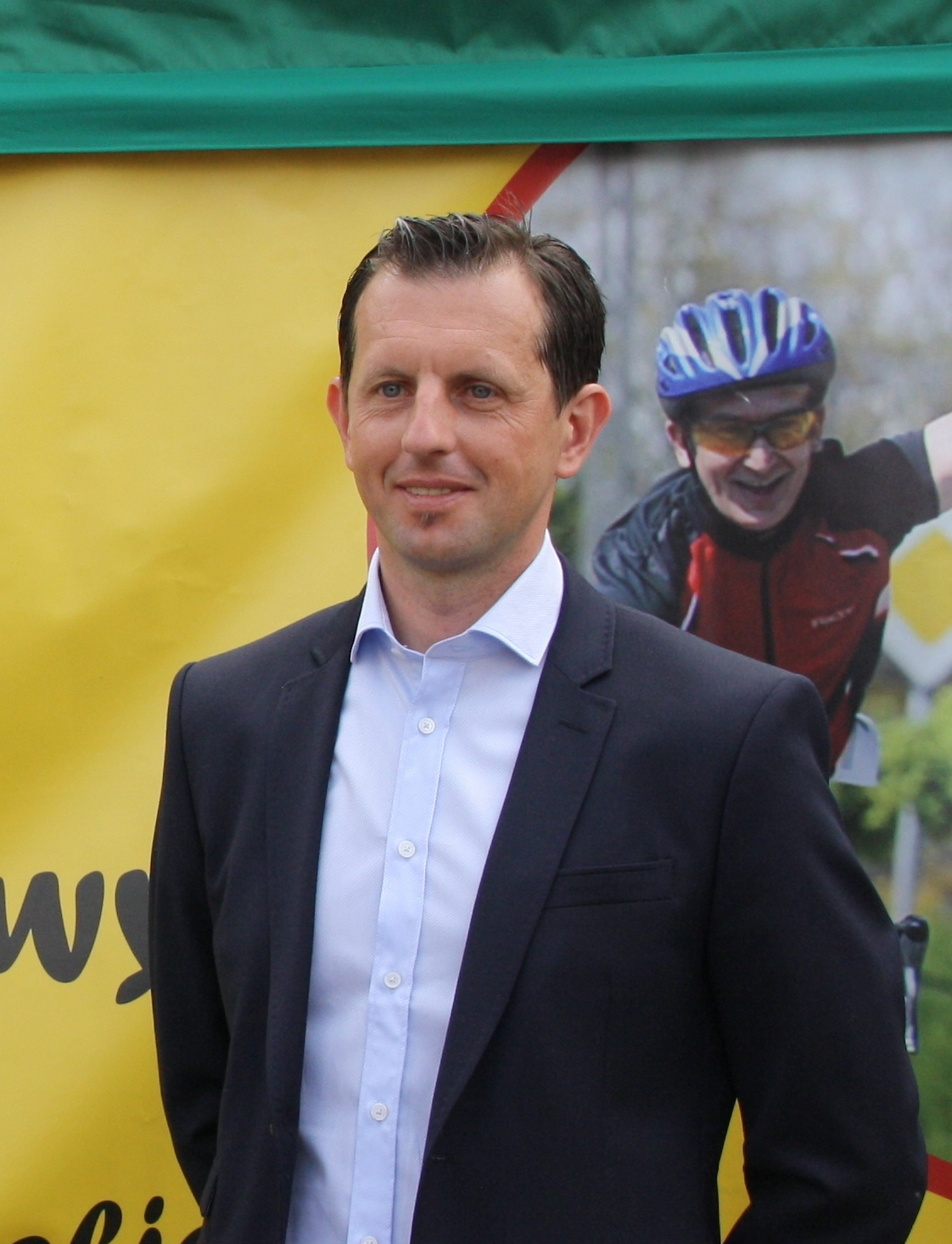
Dariusz Baranowski (* 1972)

- Baranowski, Edmund (1925–2020), polnischer Widerstandskämpfer
- Baranowski, Frank (* 1962), deutscher Politiker (SPD), MdL, Oberbürgermeister von GelsenkirchenFrank Baranowski (* 1962)

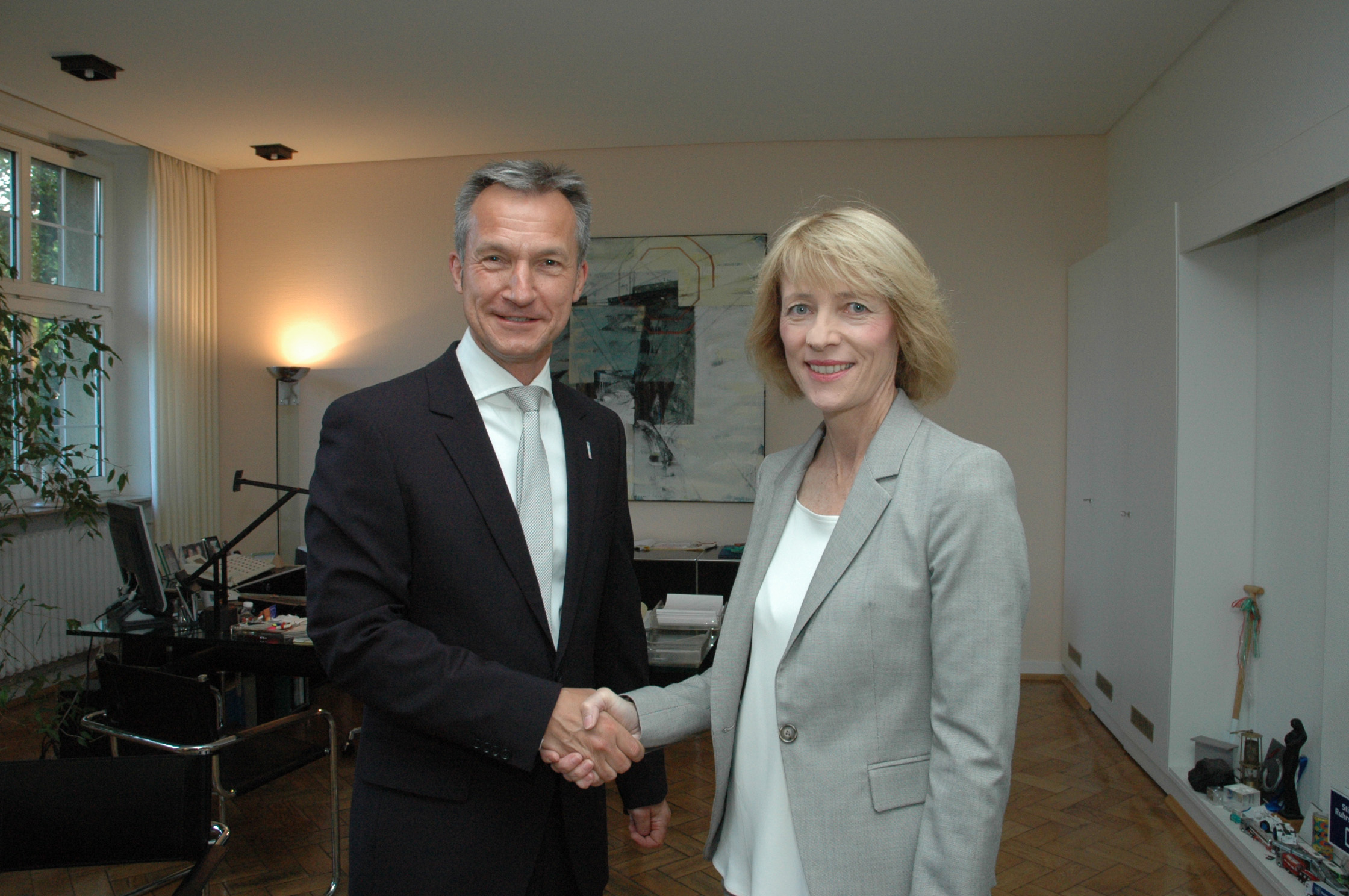
Frank Baranowski (* 1962)

- Baranowski, Frank (* 1971), deutscher Autor und Anwalt
- Baranowski, Gawriil Wassiljewitsch (1860–1920), russischer Architekt, Bauingenieur, Kunsthistoriker und Verleger
- Baranowski, Guido (* 1953), deutscher Manager
- Baranowski, Hermann (1884–1940), deutscher KZ-Kommandant
- Baranowski, Jan (1800–1879), polnischer Astronom
- Baranowski, Krzysztof (* 1938), polnischer Journalist, Lehrer und Segler
- Baranowski, Mateusz (* 1997), polnischer Snookerspieler
- Baranowski, Matthias (* 1967), deutscher Fußballspieler
- Baranowski, Ottilie (1925–2022), deutsche Bibliothekarin und niederdeutsche Autorin
- Baranowski, Paweł (* 1990), polnischer Fußballspieler
- Baranowski, Pjotr Dmitrijewitsch (1892–1984), russischer Architekt und Restaurator
- Baranowski, Samantha (* 1990), amerikanische Basketballspielerin
- Baranowski, Wojciech (1548–1615), polnischer katholischer Bischof
- Baranowski, Zenon (1930–1980), polnischer Sprinter
- Baranowsky, Alexander (1874–1941), deutscher Maler, Bühnenbildner, Gebrauchsgraphiker und Professor an der Kunstgewerbeschule Dresden
- Baranowsky, Heike (* 1966), deutsche Fotografin, Videokünstlerin und Kunstprofessorin
- Baranowsky, Ulf (* 1974), deutscher Manager und Publizist
- Baranowskyj, Anatolij (1906–1988), ukrainisch-sowjetischer Diplomat und Politiker
- Baranowskyj, Chrystofor (1874–1941), ukrainischer Politiker und Führer der ukrainischen Genossenschaftsbewegung
- Baranowskyj, Dmytro (* 1979), ukrainischer Marathonläufer
- Baransel, Nurettin (1897–1967), türkischer General
- Barańska, Agata (* 1993), polnische Tennisspielerin
- Barańska, Jadwiga (1935–2024), polnische Schauspielerin, Regisseurin und Drehbuchautorin
- Baranskaja, Natalja Wladimirowna (1908–2004), sowjetische Schriftstellerin
- Baranski, Andreas (* 1960), deutscher Mittelstreckenläufer
- Baranski, Christine (* 1952), US-amerikanische SchauspielerinChristine Baranski (* 1952)

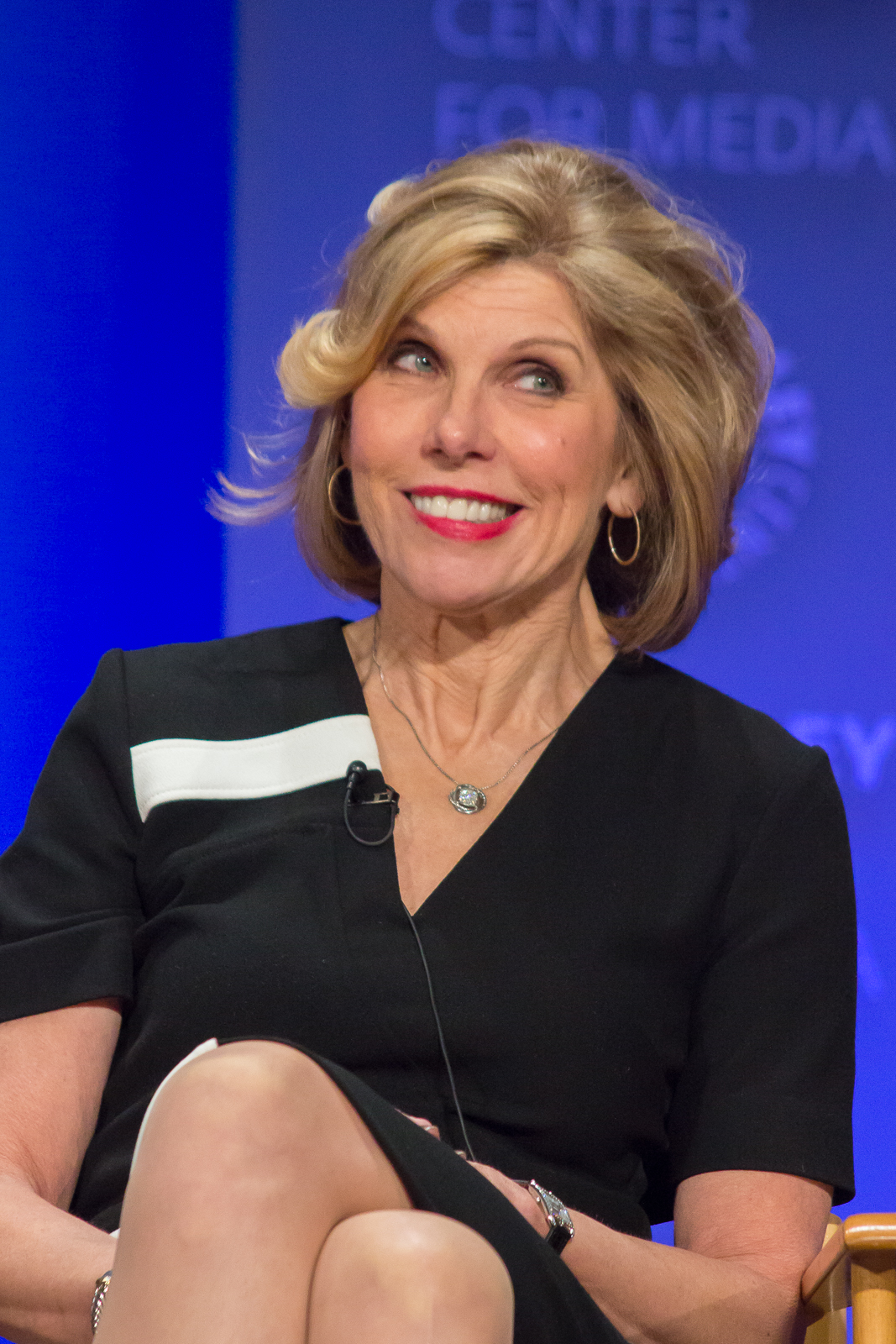
Christine Baranski (* 1952)

- Barański, Fabian (* 1999), polnischer Ruderer
- Barański, Marek (* 1943), polnischer Historiker
- Barański, Michał (* 1984), polnischer Jazzmusiker (E-Bass, Kontrabass, Stimme)
- Baranski, Mirek (* 1959), polnischer, in Wien lebender Keramikkünstler und Grafiker
- Baranski, Nikolai Nikolajewitsch (1881–1963), russischer Geograph
- Barante, Amable-Guillaume-Prosper Brugière de (1782–1866), französischer Politiker, Diplomat, Historiker und Mitglied der Académie française
- Barantini, Philip (* 1980), britischer Filmschauspieler, Filmregisseur und DrehbuchautorPhilip Barantini (* 1980)

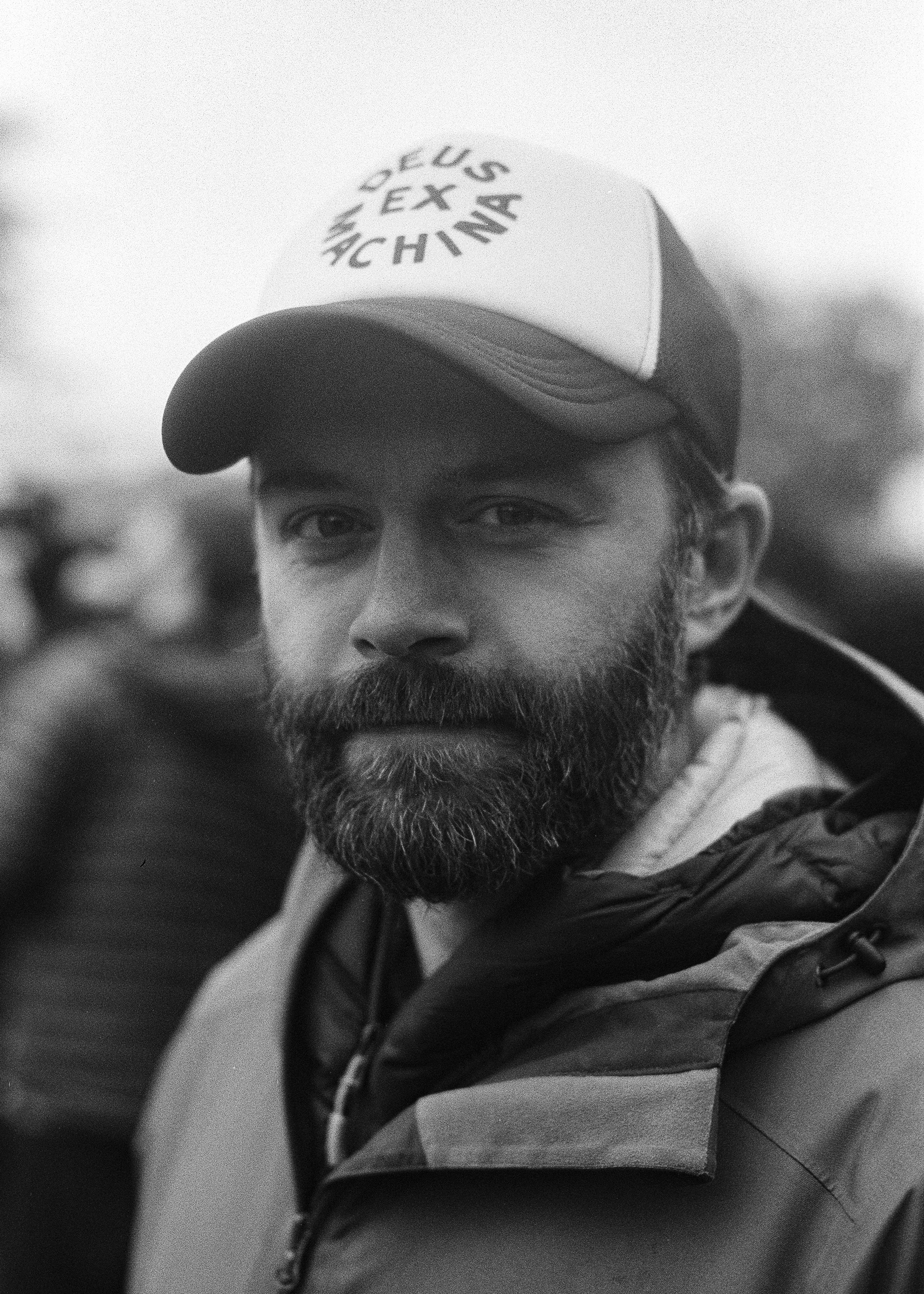
Philip Barantini (* 1980)

- Barantschyk, Iwan (* 1993), belarussischer Boxer im Halbweltergewicht
- Bárány, Árpád (* 1931), ungarischer Degenfechter
- Barany, George (* 1955), US-amerikanischer Chemiker
- Bárány, Imre (* 1947), ungarischer Mathematiker
- Bárány, István (1907–1995), ungarischer Schwimmer
- Bárány, Robert (1876–1936), österreichischer Mediziner, Neurochemiker und Nobelpreisträger
- Bárány-Oberschall, Magda von (1904–1985), ungarische Kunsthistorikerin
- Baranyai, György (1927–1998), ungarischer Generalmajor
- Baranyai, Vera (* 1982), deutsche Schauspielerin
- Baranyai, Zsolt (1948–1978), ungarischer Mathematiker
- Baranyay, Jusztin (1887–1956), ungarischer Zisterzienser und Hochschullehrer
- Baranyecz, András (1946–2010), ungarischer Radrennfahrer
- Baranyk, Sewerijan (1889–1941), ukrainischer Basilianermönch, Seliger
- Baranzelli, Paul (* 1980), australischer Eishockeyspieler
- Baranzew, Anatoli Iwanowitsch (1926–1992), sowjetischer bzw. russischer Schauspieler, Schauspiellehrer und Regisseur
- Baranzew, Denis Alexandrowitsch (* 1992), russischer Eishockeyspieler
- Baranzewa, Alexandra Iljinitschna (* 2001), russische Skispringerin

### Barao
- Baraona, Luis Alonso (1850–1915), salvadorianischer Politiker
- Baraou, Abass (* 1994), deutscher Boxer

### Baras
- Baras, Joseph, belgischer Sportschütze
- Baras, Sara (* 1971), spanische Flamenco-Tänzerin
- Barasch, Iuliu (1815–1865), rumänischer jüdischer Arzt und Schriftsteller
- Barasch, Julius (1898–1943), deutscher Journalist
- Bărăscu, Aurica (* 1974), rumänische Ruderin
- Barascudts, Max (1869–1927), deutscher Maler
- Barash, Asher (1889–1952), israelischer Schriftsteller
- Barash, David P. (* 1946), US-amerikanischer Psychologe
- Barash, Dmitry (* 1959), US-amerikanischer Schachspieler
- Barash, Olivia (* 1965), US-amerikanische Schauspielerin
- Barası, Yusuf (* 2003), türkisch-niederländischer Fußballspieler
- Barassi, Hanan al- († 2020), libysche Rechtsanwältin und Dissidentin
- Barasui (* 1980), japanischer Mangaka
- Baraszkiewicz, Paweł (* 1977), polnischer Kanute

### Barat
- Barat, Andy (* 1997), französisch-komorischer Kanute
- Barat, Anne-Marie (1948–1990), französische Organistin
- Barât, Carl (* 1978), britischer MusikerCarl Barât (* 1978)

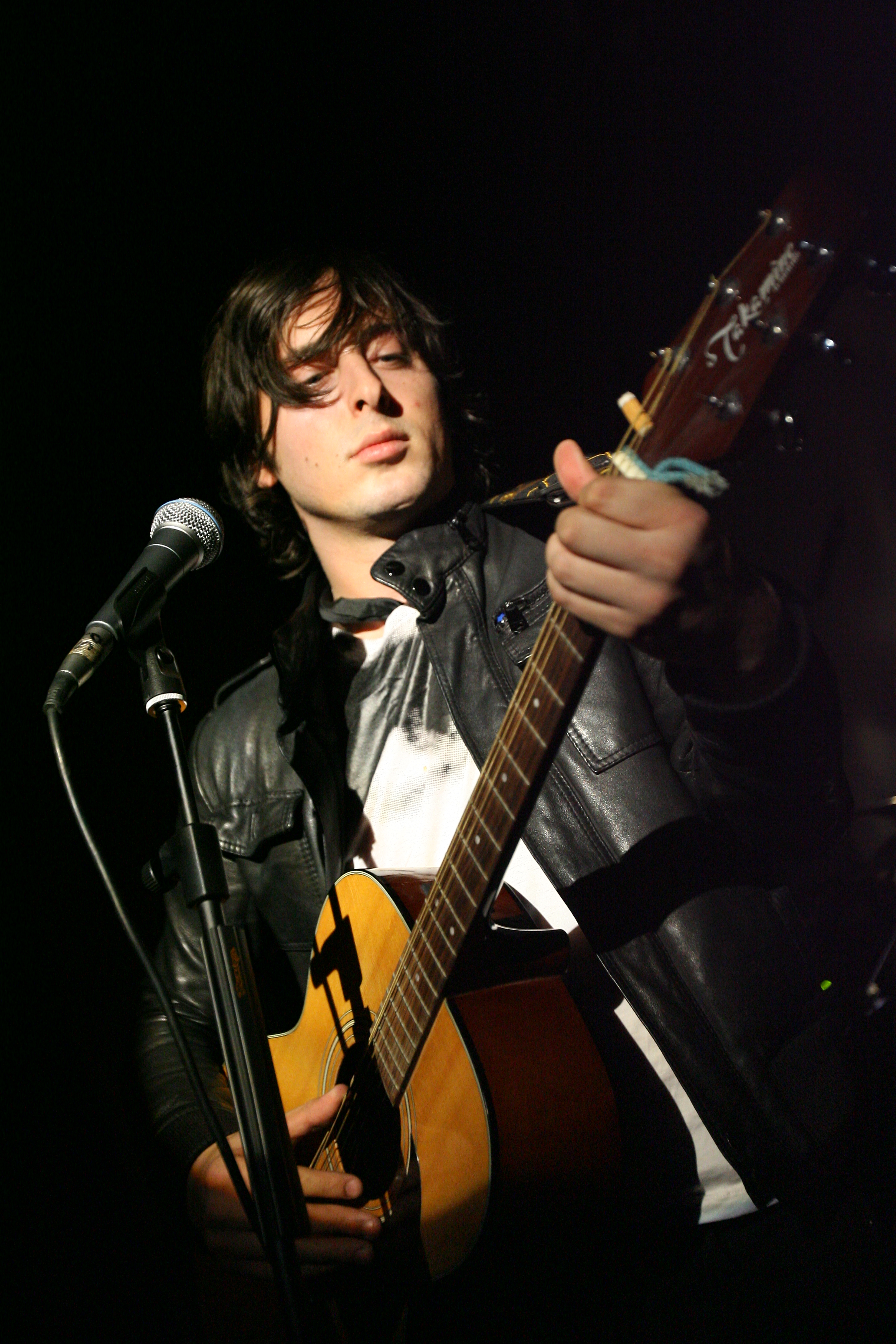
Carl Barât (* 1978)

- Barát, František (* 1950), tschechischer Fußballspieler und -trainer
- Barat, Mustapha (* 1959), marokkanisch-brasilianischer Filmproduzent und Kameramann
- Barat, Sophie (1779–1865), Gründerin des katholischen Frauenordens der Sacré-Cœur-Schwestern
- Barata Belo, Sandra (* 1978), portugiesische Schauspielerin und Theaterschaffende
- Barata, Filipe José Freire Temudo (1919–2003), portugiesischer Offizier, Kolonialverwalter und Politiker
- Barata, Francisco António Pires, portugiesischer Offizier und Kolonialverwalter
- Barata, Jaime Martins (1899–1970), portugiesischer Designer und Medailleur
- Barata, João Diogo Correia Saraiva Nunes, portugiesischer Diplomat
- Barata, Samuel (* 1993), portugiesischer Langstreckenläufer
- Barata, Tomás (* 2003), spanischer Skirennläufer
- Baratarna, König von Mitanni
- Barataschwili, Nikolos (1817–1844), georgischer Dichter
- Baratella, Nils (* 1973), deutscher Philosoph
- Baratelli, Carlo (1926–2017), Schweizer Maler, Zeichner, Bildhauer und Kunstpädagoge
- Baratelli, Dominique (* 1947), französischer Fußballspieler
- Baráth, Emőke (* 1985), ungarische Opernsängerin (Sopran)
- Barath, Heike Kati (* 1966), deutsche Malerin
- Baráth, Lajos (1935–2006), ungarischer Schriftsteller
- Baráth, Leó von (* 1891), ungarischer Tennisspieler
- Barathay, Samuel (* 1968), französischer Ruderer
- Barati, George (1913–1996), US-amerikanischer Komponist, Dirigent, Cellist
- Barati, Minu (* 1975), deutsche Filmproduzentin und DrehbuchautorinMinu Barati (* 1975)

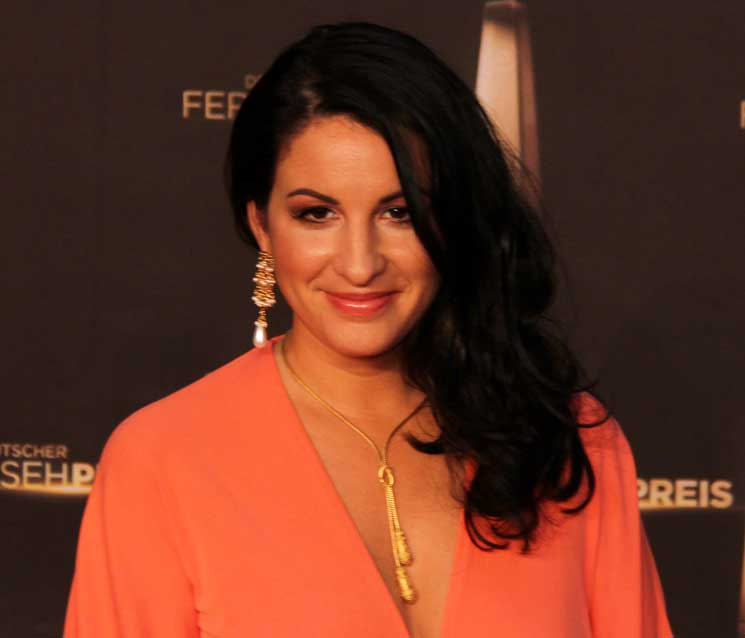
Minu Barati (* 1975)

- Barati, Rasoul (* 1985), iranischer Straßenradrennfahrer
- Baratier, Albert (1864–1917), französischer Militär und Forschungsreisender
- Baratier, Jacques (1918–2009), französischer Filmregisseur, Drehbuchautor und Filmproduzent
- Baratier, Jean-Philippe (1721–1740), Wunderkind und Sprachgenie
- Baratieri, Oreste (1841–1901), italienischer GeneralOreste Baratieri (1841–1901)

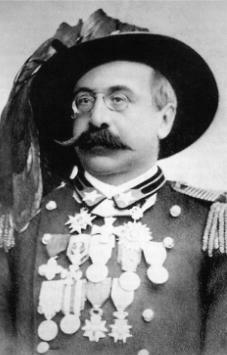
Oreste Baratieri (1841–1901)

- Baratky, Iuliu (1910–1962), rumänischer und ungarischer Fußballspieler
- Baratoff, Paul (1873–1951), russisch-jüdischer Schauspieler
- Baratov, Dilshodbek (* 1997), usbekischer Judoka
- Barats, Luke (* 1983), US-amerikanischer Komiker
- Baratta, Alessandro (1933–2002), italienisch-deutscher Rechtsphilosoph und Kriminologe
- Baratta, Francesco der Ältere († 1666), italienischer Bildhauer
- Baratta, Giovanni (1670–1747), italienischer Bildhauer
- Baratta, Heidi (* 1952), österreichische Schauspielerin und Malerin
- Baratta, Karl (* 1951), österreichischer Dramaturg und Regisseur
- Baratta, Pietro (1668–1729), italienischer Bildhauer
- Baratta, Raffaele (1889–1973), italienischer römisch-katholischer Erzbischof
- Baratte, Jean (1923–1986), französischer Fußballspieler und -trainer
- Baratti, Bruno († 1996), italienischer Drehbuchautor und Filmregisseur
- Baratti, Karl von (1790–1863), hohenzollerischer Verwaltungsbeamter
- Barattini, Luis (1903–1965), uruguayischer Zoologe
- Baratto, Luisa, italienische Schauspielerin
- Baratto, Raymond (1934–2022), französischer Fußballspieler
- Baratto, Umberto (* 1930), italienischer Ordensgeistlicher, Patriarchalvikar von Zypern im Lateinischen Patriarchat von Jerusalem
- Baratynski, Jewgeni Abramowitsch (1800–1844), russischer Offizier, Schriftsteller und Dichter
- Baratz, Chelsea (* 1986), amerikanische Jazzmusikerin (Tenorsaxophon)
- Baratz, Joseph (1890–1968), israelischer Kibbuznik und Politiker

### Barau
- Barau, Armand (1921–1989), französischer Unternehmer, Landeigentümer und Naturschützer von Réunion
- Baraud, Stefan (* 1975), Radrennfahrer der Cayman Islands
- Baraukou, Aljaksandr (* 1982), russisch-belarussischer Eishockeyspieler
- Barauskas, Tadas (* 1977), litauischer Politiker

### Barav
- Baravalle, Robert (1891–1974), österreichischer Historiker und Burgenforscher
- Baravalle, Victor (1885–1939), italienisch-amerikanischer Dirigent und Filmkomponist
- Baravykas, Vydas (* 1950), litauischer Politiker

### Baraw
- Barawa Gyeltshen Pelsang (1310–1391), Gelehrter der Oberen Drugpa-Tradition der Dagpo-Kagyü-Schulrichtung des tibetischen Buddhismus, Gründer der Barawa-Kagyü-Tradition

### Baraz
- Baraz, Alina (* 1993), US-amerikanische Sängerin und Songwriterin
- Baraza, Nancy, kenianische Juristin
- Barazé, Mohamadou (* 1954), nigrischer Offizier
- Barazer de Lannurien, Émile (1876–1954), französischer Offizier, Generalmajor
- Barazetti, Cäsar (1844–1907), deutscher Rechtswissenschaftler
- Barazetti, Sophie (1858–1929), österreichische Schriftstellerin
- Barazi, Housni al- (1895–1975), osmanischer und syrischer Politiker
- Barazi, Juan (* 1968), dänischer Unternehmer und Autorennfahrer
- Barazi, Muhsin al- (1904–1949), syrischer Rechtsanwalt, Akademiker und Politiker
- Barazite, Nacer (* 1990), niederländischer Fußballspieler
- Barazon, Ronald (* 1944), österreichischer Journalist und Chefredakteur der Salzburger Nachrichten
- Barazzone, Guillaume (* 1982), Schweizer Politiker (CVP)
- Barazzutti, Corrado (* 1953), italienischer Tennisspieler